# Goya/Bester Film
Gewinner und Nominierte für den spanischen Filmpreis Goya in der Kategorie Bester Film (Mejor película) seit der ersten Verleihung im Jahr 1987. Ausgezeichnet werden die besten einheimischen Filmproduktionen (auch spanische Koproduktionen) des vergangenen Kinojahres.
Die unten aufgeführten Filme werden mit ihrem deutschen Verleihtitel (sofern vorhanden) angegeben, danach folgt in Klammern in kursiver Schrift der spanische Originaltitel und der Name des Regisseurs.

## 1980er Jahre
1987
El viaje a ninguna parte – Regie: Fernando Fernán Gómez
- 27 Stunden (27 horas) – Regie: Montxo Armendáriz
- Die Hälfte des Himmels (La mitad del cielo) – Regie: Manuel Gutiérrez Aragón

1988
El bosque animado – Regie: José Luis Cuerda
- Divinas palabras – Regie: José Luis García Sánchez
- El lute: Camina o revienta – Regie: Vicente Aranda

1989
Frauen am Rande des Nervenzusammenbruchs (Mujeres al borde de un ataque de nervios) – Regie: Pedro Almodóvar
- Diario de invierno – Regie: Francisco Regueiro
- Das Ohrläppchen des Diktators (Espérame en el cielo) – Regie: Antonio Mercero
- Remando al viento – Regie: Gonzalo Suárez
- El túnel – Regie: Antonio Drove

## 1990er Jahre
1990
Twisted Obsession (El sueño del mono loco) – Regie: Fernando Trueba
- Esquilache – Regie: Joaquín Molina und Josefina Molina
- El mar y el tiempo – Regie: Fernando Fernán Gómez
- Montoyas y Tarantos – Regie: Vicente Escrivá
- El niño de la luna – Regie: Agustí Villaronga

1991
Ay Carmela! – Lied der Freiheit (¡Ay, Carmela!) – Regie: Carlos Saura
- Fessle mich! (¡Átame!) – Regie: Pedro Almodóvar
- Briefe von Alou (Las cartas de Alou) – Regie: Montxo Armendáriz

1992
Amantes (Amantes) – Regie: Vicente Aranda
- Don Juan en los infiernos – Regie: Gonzalo Suárez
- Der verblüffte König (El rey pasmado) – Regie: Imanol Uribe

1993
Belle Epoque (Belle Epoque) – Regie: Fernando Trueba
- Jamon Jamon (Jamón, jamón) – Regie: Bigas Luna
- The Fencing Master (El maestro de esgrima) – Regie: Pedro Olea

1994
Todos a la cárcel – Regie: Luis García Berlanga
- Intruso (Intruso) – Regie: Vicente Aranda
- Sombras en una batalla – Regie: Mario Camus

1995
Deine Zeit läuft ab, Killer (Días contados) – Regie: Imanol Uribe
- Canción de cuna – Regie: José Luis Garci
- Im Sog der Leidenschaft (La pasión turca) – Regie: Vicente Aranda

1996
Nadie hablará de nosotras cuando hayamos muerto – Regie: Agustín Díaz Yanes
- Boca A Boca (Boca a boca) – Regie: Manuel Gómez Pereira
- El día de la bestia – Regie: Álex de la Iglesia

1997
Tesis – Der Snuff-Film (Tesis) – Regie: Alejandro Amenábar
- Bwana (Bwana) – Regie: Imanol Uribe
- El perro del hortelano – Regie: Pilar Miró

1998
La buena estrella – Regie: Ricardo Franco
- Geheimnisse des Herzens (Secretos del corazón) – Regie: Montxo Armendáriz
- Martín (Hache)  – Regie: Adolfo Aristarain

1999
Das Mädchen deiner Träume (La niña de tus ojos) – Regie: Fernando Trueba
- Virtual Nightmare – Open Your Eyes (Abre los ojos) – Regie: Alejandro Amenábar
- El abuelo – Regie: José Luis Garci
- Barrio – Regie: Fernando León de Aranoa

## 2000er Jahre
2000
Alles über meine Mutter (Todo sobre mi madre) – Regie: Pedro Almodóvar
- Zeit der Rückkehr (Cuando vuelvas a mi lado) – Regie: Gracia Querejeta
- La lengua de las mariposas – Regie: José Luis Cuerda
- Solas – Regie: Benito Zambrano

2001
El bola – Regie: Achero Mañas
- Allein unter Nachbarn – La comunidad (La comunidad) – Regie: Álex de la Iglesia
- Leo – Regie: José Luis Borau
- Una historia de entonces – Regie: José Luis Garci

2002
The Others – Regie: Alejandro Amenábar
- Juana la Loca – Regie: Vicente Aranda
- Lucia und der Sex (Lucía y el sexo) – Regie: Julio Medem
- Sin noticias de Dios – Regie: Agustín Díaz Yanes

2003
Montags in der Sonne (Los lunes al sol) – Regie: Fernando León de Aranoa
- Jenseits der Erinnerung (En la ciudad sin límites) – Regie: Antonio Hernández
- Sprich mit ihr (Hable con ella) – Regie: Pedro Almodóvar
- Bedside Stories (El otro lado de la cama) – Regie: Emilio Martínez Lázaro

2004
Öffne meine Augen (Te doy mis ojos) – Regie: Icíar Bollaín
- Mein Leben ohne mich (My Life Without Me) – Regie: Isabel Coixet
- Planta 4ª – Regie: Antonio Mercero
- Soldados de Salamina – Regie: David Trueba

2005
Das Meer in mir (Mar adentro) – Regie: Alejandro Amenábar
- La mala educación – Schlechte Erziehung (La mala educación) – Regie: Pedro Almodóvar
- Roma – Regie: Adolfo Aristarain
- Tiovivo c. 1950 – Regie: José Luis Garci

2006
Das geheime Leben der Worte (La vida secreta de las palabras) – Regie: Isabel Coixet
- 7 Jungfrauen (7 vírgenes) – Regie: Alberto Rodríguez Librero
- Obaba (Obaba) – Regie: Montxo Armendáriz
- Princesas (Princesas) – Regie: Fernando León de Aranoa

2007
Volver – Zurückkehren (Volver) – Regie: Pedro Almodóvar
- Alatriste – Regie: Agustín Díaz Yanes
- Pans Labyrinth (El laberinto del fauno) – Regie: Guillermo del Toro
- Salvador – Kampf um die Freiheit – Regie: Manuel Huerga

2008
La soledad – Regie: Jaime Rosales
- Las 13 rosas – Regie: Emilio Martínez Lázaro
- Siete mesas de billar francés – Regie: Gracia Querejeta
- Das Waisenhaus (El orfanato) – Regie: Juan Antonio Bayona

2009
Camino – Regie: Javier Fesser
- Los girasoles ciegos – Regie: José Luis Cuerda
- The Oxford Murders (Los crímenes de Oxford) – Regie: Álex de la Iglesia
- Las Bandidas – Kann Rache schön sein! (Solo quiero caminar) – Regie: Agustín Díaz Yanes

## 2010er Jahre
2010
Zelle 211 – Der Knastaufstand (Celda 211) – Regie: Daniel Monzón
- Agora – Regie: Alejandro Amenábar
- El baile de la Victoria – Regie: Fernando Trueba
- In ihren Augen (El secreto de sus ojos) – Regie: Juan José Campanella

2011
Pa negre – Regie: Agustí Villaronga
- Mad Circus – Eine Ballade von Liebe und Tod (Balada triste de trompeta) – Regie: Álex de la Iglesia
- Buried – Lebend begraben (Buried) – Regie: Rodrigo Cortés
- Und dann der Regen (También la lluvia) – Regie: Icíar Bollaín

2012
No habrá paz para los malvados – Regie: Enrique Urbizu
- Blackthorn – Regie: Mateo Gil
- Die Haut, in der ich wohne (La piel que habito) – Regie: Pedro Almodóvar
- La voz dormida – Regie: Benito Zambrano

2013
Blancanieves – Regie: Pablo Berger
- Das Mädchen und der Künstler (El artista y la modelo) – Regie: Fernando Trueba
- Kings of the City (Grupo 7) – Regie: Alberto Rodríguez Librero
- The Impossible (Lo imposible) – Regie: Juan Antonio Bayona

2014
Vivir es fácil con los ojos cerrados – Regie: David Trueba
- 15 años y un día – Regie: Gracia Querejeta
- Caníbal – Regie: Manuel Martín Cuenca
- La gran familia española – Regie: Daniel Sánchez Arévalo
- La herida – Regie: Fernando Franco

2015
La isla mínima – Mörderland (La isla mínima) – Regie: Alberto Rodríguez Librero
- Loreak – Regie: Jon Garaño und Jose Mari Goenaga
- Magical Girl – Regie: Carlos Vermut
- El Niño – Jagd vor Gibraltar (El Niño) – Regie: Daniel Monzón
- Wild Tales – Jeder dreht mal durch! (Relatos salvajes) – Regie: Damián Szifron

2016
Freunde fürs Leben (Truman) – Regie: Cesc Gay
- A cambio de nada – Regie: Daniel Guzmán
- A Perfect Day (Un día perfecto) – Regie: Fernando León de Aranoa
- La novia – Regie: Paula Ortiz
- Nobody Wants the Night (Nadie quiere la noche) – Regie: Isabel Coixet

2017
Tarde para la ira – Regie: Raúl Arévalo
- Paesa – Der Mann mit den tausend Gesichtern (El hombre de las mil caras) – Regie: Alberto Rodríguez Librero
- Julieta – Regie: Pedro Almodóvar
- Die Morde von Madrid (Que Dios nos perdone) – Regie: Rodrigo Sorogoyen
- Sieben Minuten nach Mitternacht (Un monstruo viene a verme) – Regie: Juan Antonio Bayona

2018
Der Buchladen der Florence Green (The Bookshop) – Regie: Isabel Coixet
- El Autor (El autor) – Regie: Manuel Martín Cuenca
- Fridas Sommer (Estiu 1993) – Regie: Carla Simón
- Handia – Regie: Aitor Arregi und Jon Garaño
- Verónica – Spiel mit dem Teufel (Verónica) – Regie: Paco Plaza

2019
Wir sind Champions (Campeones) – Regie: Javier Fesser
- Carmen & Lola (Carmen y Lola) – Regie: Arantxa Echevarría
- Entre dos aguas – Regie: Isaki Lacuesta
- Macht des Geldes (El reino) – Regie: Rodrigo Sorogoyen
- Offenes Geheimnis (Todos lo saben) – Regie: Asghar Farhadi

## 2020er Jahre
2020
Leid und Herrlichkeit (Dolor y gloria) – Regie: Pedro Almodóvar
- Der endlose Graben (La trinchera infinita) – Regie: Aitor Arregi, Jon Garaño und Jose Mari Goenaga
- Intemperie – Regie: Benito Zambrano
- O que arde – Regie: Óliver Laxe
- Mientras dure la guerra – Regie: Alejandro Amenábar

2021
Las niñas – Regie: Pilar Palomero
- Adú – Regie: Salvador Calvo
- Ane – Regie: David Pérez Sañudo
- Rosas Hochzeit (La boda de Rosa) – Regie: Icíar Bollaín
- Sentimental – Regie: Cesc Gay

2022
Der perfekte Chef (El buen patrón) – Regie: Fernando León de Aranoa
- Libertad – Regie: Clara Roquet
- Maixabel – Eine Geschichte von Liebe, Zorn und Hoffnung (Maixabel) – Regie: Icíar Bollaín
- Mediterráneo – Regie: Marcel Barrena
- Parallele Mütter (Madres paralelas) – Regie: Pedro Almodóvar

2023
Wie wilde Tiere (As bestas) – Regie: Rodrigo Sorogoyen
- Alcarràs – Die letzte Ernte (Alcarràs) – Regie: Carla Simón
- Cinco lobitos – Regie: Alauda Ruiz de Azúa
- La maternal – Regie: Pilar Palomero
- Prison 77 – Flucht in die Freiheit (Modelo 77) – Regie: Alberto Rodríguez Librero

2024
Die Schneegesellschaft (La sociedad de la nieve) – Regie: Juan Antonio Bayona
- 20.000 Arten von Bienen (20.000 especies de abejas) – Regie: Estibaliz Urresola Solaguren
- Un amor – Regie: Isabel Coixet
- Cerrar los ojos – Regie: Víctor Erice
- Jokes & Cigarettes (Saben aquell) – Regie: David Trueba

2025
El 47 – Regie: Marcel Barrena

La infiltrada – Regie: Arantxa Echevarría
- Casa en flames – Regie: Dani de la Orden
- La estrella azul – Regie: Javier Macipe
- Segundo premio – Regie: Isaki Lacuesta und Pol Rodríguez